# Courant Institute of Mathematical Sciences of New York University
Das Courant Institute of Mathematical Sciences (CIMS) ist eine Abteilung der New York University (NYU). Es ist nach Richard Courant benannt, der von 1936 bis 1972 Professor für Mathematik an der New York University war.

## Geschichte
Courant gründete an der New York University das Department of Mathematics. 1946 wurde es in Institute for Mathematics and Mechanics umbenannt. Courant, der aus Göttingen von den Nationalsozialisten vertrieben worden war und dort einer der Hauptvertreter der Hilbert-Schule gewesen war, baute das Institut in den USA mit viel eigener Initiative auf und sammelte dafür Gelder aus der Industrie. Der Schwerpunkt waren partielle Differentialgleichungen (vertreten unter anderem durch Peter Lax und Louis Nirenberg sowie Jürgen Moser mit Schwerpunkt dynamische Systeme) und deren Anwendungen einschließlich numerischer Anwendungen auf dem Computer (Scientific Computing). Schwerpunkte sind heute auch Informatik und Stochastik.
1952 wurde von der U.S. Atomic Energy Commission einer der ersten (elektronischen) Rechner errichtet, was zur Gründung des Courant Mathematics and Computing Laboratory führte. Zusätzliche Abteilungen waren 1954 die Division of Magnetofluid Dynamics und 1978 die Division of Computational Fluid Dynamics.
Sie sind an der Herausgabe der Communications on Pure and Applied Mathematics beteiligt.

## Weblink
- Courant Institute of Mathematical Sciences